# Parafia Wniebowzięcia Najświętszej Maryi Panny w Leśniowie Wielkim
Parafia Wniebowzięcia Najświętszej Maryi Panny w Leśniowie Wielkim – parafia rzymskokatolicka, położona w dekanacie Krosno Odrzańskie, diecezji zielonogórsko-gorzowskiej, metropolii szczecińsko-kamieńskiej w Polsce, erygowana 28 października 1970. 

## Zasięg parafii
Do parafii należą wierni z miejscowości: Drzonów, Leśniów Mały, Leśniów Wielki, Łagów, Orzewo, Radomia, Sudoł i Trzebule.